# بن‌بست (نظریه بازی)
|   | C    | D    |
| c | ۱, ۱ | ۰, ۳ |
| d | ۳, ۰ | ۲, ۲ |

در نظریه بازی‌ها، بن‌بست بازی است که در آن عملی که بیشترین سود را دارد غالب نیز می‌باشد.
(برای نمونه ماتریس سود در سمت چپ آورده شده‌است) این بازی متضاد بازی معمای زندانی‌ها ست که در آن عملی که بیشترین سود را برای بازیکنان دارد مغلوب است. این موضوع سبب می‌شود که بازی بن‌بست خیلی مورد توجه قرار نگیرد چون هیچ گونه مغایرتی بین نفع شخصی و سود مشترک وجود ندارد.

## تعریف عمومی
|   | C    | D    |
| c | a, b | c, d |
| d | e, f | g, h |

هر بازی که این دو شرط را داشته باشد یک بن بست به حساب می‌آید.
1. e>g>a>c
2. d>h>b>f

برای برآورده شدن این  شرایط لازم است که d و D استراتژی‌های غالب باشند و همانند معمای زندانی‌ها این بازی هم یک نقطه تعادل تعادل نش دارد: (d,D)